# Makoto Tamada

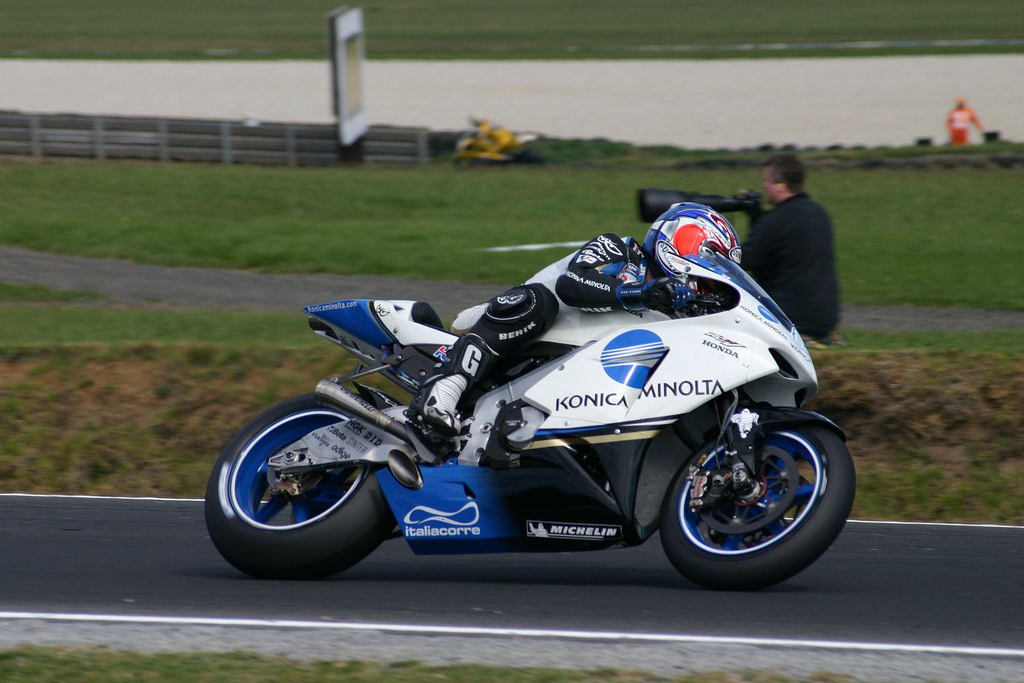
Makoto Tamada op het Phillip Island Grand Prix Circuit in 2006.

Makato Tamada (Japans: 玉田 誠, Tamada Makoto) (Matsuyama, 4 november 1976) is een Japans motorcoureur.
In 1998 maakte Tamada zijn debuut in de 250cc-klasse van het wereldkampioenschap wegrace in zijn thuisrace op een Honda. Tussen 1999 en 2002 nam hij ieder jaar op een Honda deel aan zijn thuisrace in het wereldkampioenschap superbike. In 2001 wist hij beide races te winnen en in 2002 won hij ook de tweede race. Mede hierdoor, en door zijn successen in het All Japan Road Race Championship tussen 1995 en 2002, maakte hij in 2003 zijn debuut in de MotoGP-klasse van het wereldkampioenschap wegrace op een Honda. Hij behaalde zijn eerste podiumplaats in de Grand Prix van Rio de Janeiro. In 2004 won hij zijn enige Grands Prix in Rio de Janeiro en Japan en met nog een podiumplaats in Portugal eindigde hij als zesde in het kampioenschap. In 2005 brak hij zijn pols tijdens de Grand Prix van Portugal en moest twee races missen. Desondanks behaalde hij een podiumplaats in zijn thuisrace. In 2006 stond hij geen enkele keer op het podium en stapte in 2007 over naar een Yamaha, waarop hij regelmatig werd verslagen door zijn rookieteamgenoot Sylvain Guintoli.
Na een teleurstellend 2007 keerde Tamada in 2008 terug voor zijn eerste volledige seizoen in het wereldkampioenschap superbike op een Kawasaki. In de eerste helft van het seizoen scoorde hij regelmatig punten, maar in de tweede helft eindigde hij niet meer in een puntenpositie. In 2009 bleef hij voor Kawasaki rijden, maar werd hij regelmatig in races vervangen door Jamie Hacking en Sheridan Morais. Voor 2010 kreeg hij geen nieuw contract bij Kawasaki, maar mocht hij in het raceweekend op het Autódromo Internacional do Algarve als vervanger van Roland Resch op een BMW. In 2011 verving hij op een Honda eenmalig de geblesseerde Rubén Xaus tijdens het raceweekend op de Nürburgring. Vanaf 2013 keerde Tamada terug naar Japan om deel te nemen aan het Asia Road Race SS600 Championship op een Honda.